# Велика Морська вулиця (Миколаїв)
Ву́лиця Вели́ка Морська́ — вулиця в історичній частині міста Миколаїв, одна з найдовших продольних вулиць міста. Обмується Варварівським мостом на заході і 1-ю Воєнною вулицею на сході.

## Розташування
Вулиця Велика Морська — одна з найдовших продольних вулиць в історичній частині Миколаєва.
Бере свій початок від Бузького бульвару на північному заході, де виходить на Варварівський міст і йде до парка «Народний сад», де її вулиця 1-а Воєнна на сході. Велика Морська перетинає усі поперечні вулиці в історичній частині міста, загальна протяжність вулиці близько 4,2 кілометрів. 

## Історія
Одна з перших вулиць Миколаєва, сформована на початку XIX століття. Перша назва — Купецька вулиця, запропонована поліцмейстером П. І. Федоровим у 1822 році, але не затверджена адміралом О. С. Грейгом. Проходила «від будинку лічильної комісії повз Тулуб'єва, красні лавки по Адміралтейську слобідку». Перша назва дана по торгових рядах для «красного товару», які виходили одним боком на цю вулицю.
Назва Велика Морська запропонована поліцмейстером Г. Г. Автомоновим у 1835 році. В ній відображений зв'язок Миколаєва з Чорним морем і Чорноморським флотом (вулиця починалася від берега Бузького лиману — затоки Чорного моря). Визначення «велика», вірогідно, означала, що на цій вулиці жили високі морські чини: начальники штабу Чорноморського флоту адмірали О. П. Авінов, С. П. Хрущов, В. О. Корнілов, Г. І. Рогуля та інші. Водночас на плані місті 1805 року на цій вулиці розташовувалися будівлі під спільною назвою «Генералітет».
На відміну від Великої Морської, вулиця Мала Морська починалася від штурманського училища, де з дитячого віку жили і вчилися морській справі майбутні моряки («малі» моряки, на відміну від «великих» — офіцерів, які жили на Великій Морській). Згодом на Великій Морській вулиці був побудований будинок генерал-губернатора Новоросійського краю М. С. Воронцова, а в кінці XIX — початку XX століття — кілька банків.
У 20-х роках XX століття була перейменована на вулицю 25 жовтня — в пам'ять про Жовтневий переворот. Після Другої світової війни вулиці повернута первинна історична назва — Велика Морська. У повоєнні роки Велика Морська була продовжена до Бузького лиману, знову вийшовши до вод Чорного моря — свій початок вулиця бере біля мосту через Південний Буг.

## Пам'ятки, інфраструктура

### Будівлі та пам'ятки
- У будинку № 27 знаходиться Миколаївська водолікарня. Основна її будівля побудована на початку XX століття в мавританському стилі за проєктом інженера І. Рейхенберга за участю архітектора Є. А. Штукенберга. На даний час — комунальний центр реабілітації постінфарктних і неврологічних захворювань.
- У будинку № 39 у 1849—1854 роках мешкав віце-адмірал, начальник штабу Чорноморського флоту, герой оборони Севастополя В. О. Корнілов.
- У будинку, розташованому на розі вулиць Соборної та Великої Морської, у 1874 році народився відомий вчений в галузі залізничного транспорту, чиїм ім'ям названа одна з вулиць у Миколаєві академік В. М. Образцов — батько актора та режисера лялькового театру Сергія Образцова. У цьому ж будинку у 1941—1942 роках мешкав О. П. Сидорчук — активний учасник підпільної організації в місті.
- Будинок № 42, більш відомий як будинок Грачова — будинок, власником якого був Олександр Федорович Грачов — відомий політичний діяч кінця XIX століття. Пам'ятка архітектури місцевого значення.
- У будівлі № 47, що є пам'яткою архітектури XIX століття, з 28 березня 1986 року знаходиться Миколаївський обласний художній музей імені В. В. Верещагіна. Заснований у травні 1914 року товариством любителів витончених мистецтв до десятиріччя смерті художника, який загинув разом з адміралом С. О. Макаровим в Порт-Артурі під час російсько-японської війни.
- На розі вулиць Великої Морської та Вадима Благовісного у 2007 році встановлено пам'ятник В'ячеславу Чорноволу. Автор — скульптор Віктор Макушин.

### Парки і сквери
- В місці перетину з Соборною вулицею розташовано Каштановий сквер.
- В кінці вулиці Великої Морської, на розі з вулицями 1-ю Воєнною та Котельною, розташований парк «Народний сад».

### Пам'ятники
- На розі вулиць Великої Морської і Вадима Благовісного розташовується пам'ятник В'ячеславу Чорноволу — українському політику і дисиденту, ініціатору проголошення Декларації про державний суверенітет України 16 липня 1990 року та Акту проголошення Незалежності України 24 серпня 1991 року. Автор — скульптор Віктор Макушин.
- На фасаді будинку за адресою Велика Морська, 43 розміщено меморіальну дошку першому секретарю Миколаївського обласного комітету КПУ Володимиру Васляєву.
- На будинку № 45 розміщено меморіальні дошки В'ячеславу Чорноволу, що неодноразово бував в перебуваючому тут миколаївському відділі «Народного Руху України» та Геннадію Удовенку — українському дипломату і політику, голові НРУ у 1999—2003 роках.
- На фасаді Миколаївського обласного художнього музею встановлено меморіальну дошку художнику-баталісту Василю Верещагіну, чиє ім'я носить музей.
- На розі з Соборною вулицею розміщено меморіальну дошку народному артисту України Віктору Пасечнику, що проживав тут в 2001—2019 роках.
- В будівлі навпроти за адресою Соборна, 4 встановлено меморіальні дошки радянському підпільнику, члену диверсійно-розвідувальної групи «Центр» Олександру Сидорчуку і академіку Володимиру Образцову, що народився в цьому будинку.
- На будинку № 71 встановлено меоріальну дошку Менахему-Мендлу Шнеєрсону, що переховувався разом з родиною в підвалі цього будинку під час єврейського погрому 1905 року.

## Галерея

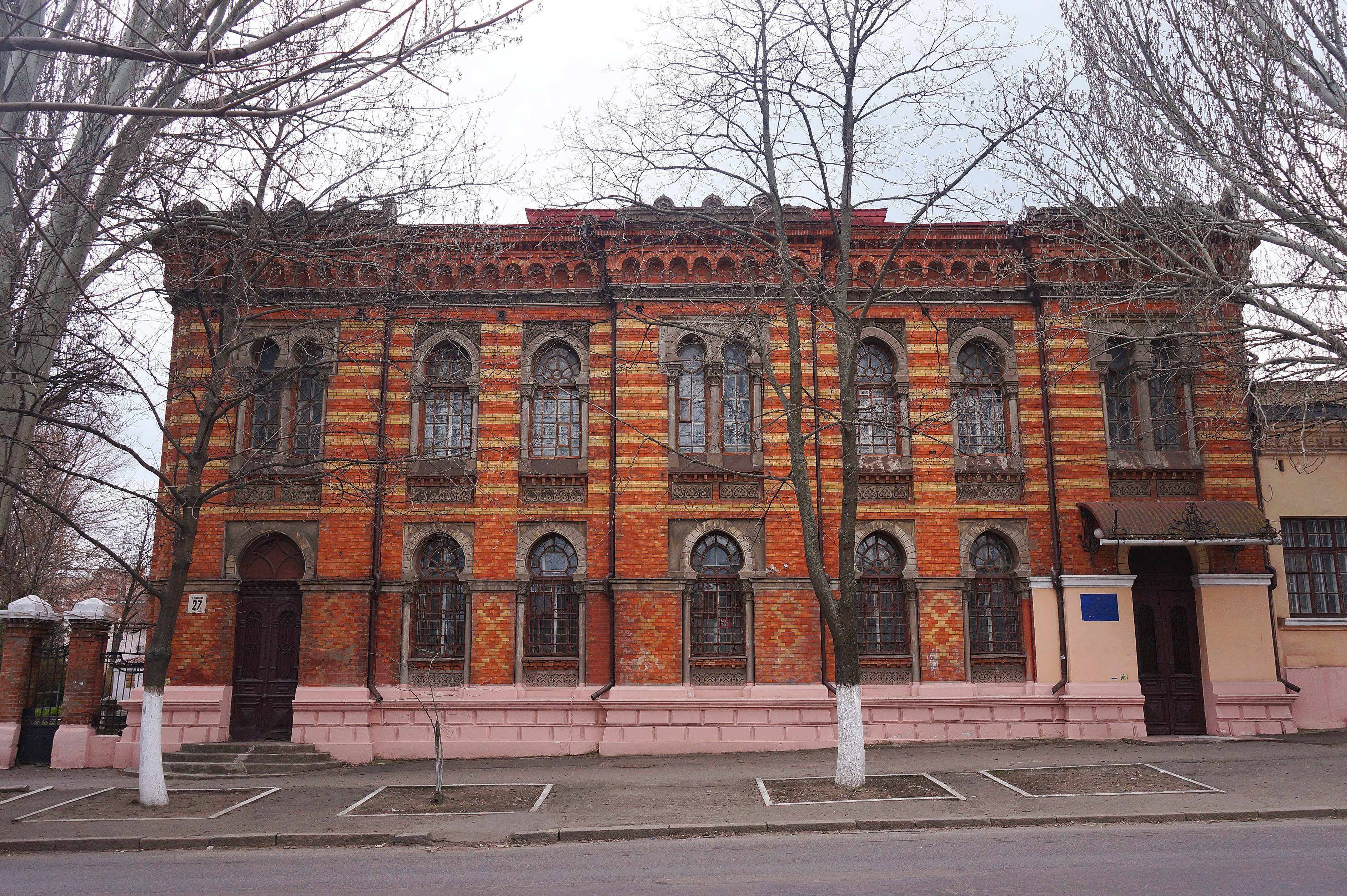
Частина комплексу водолікарні докторга Кенігсберга
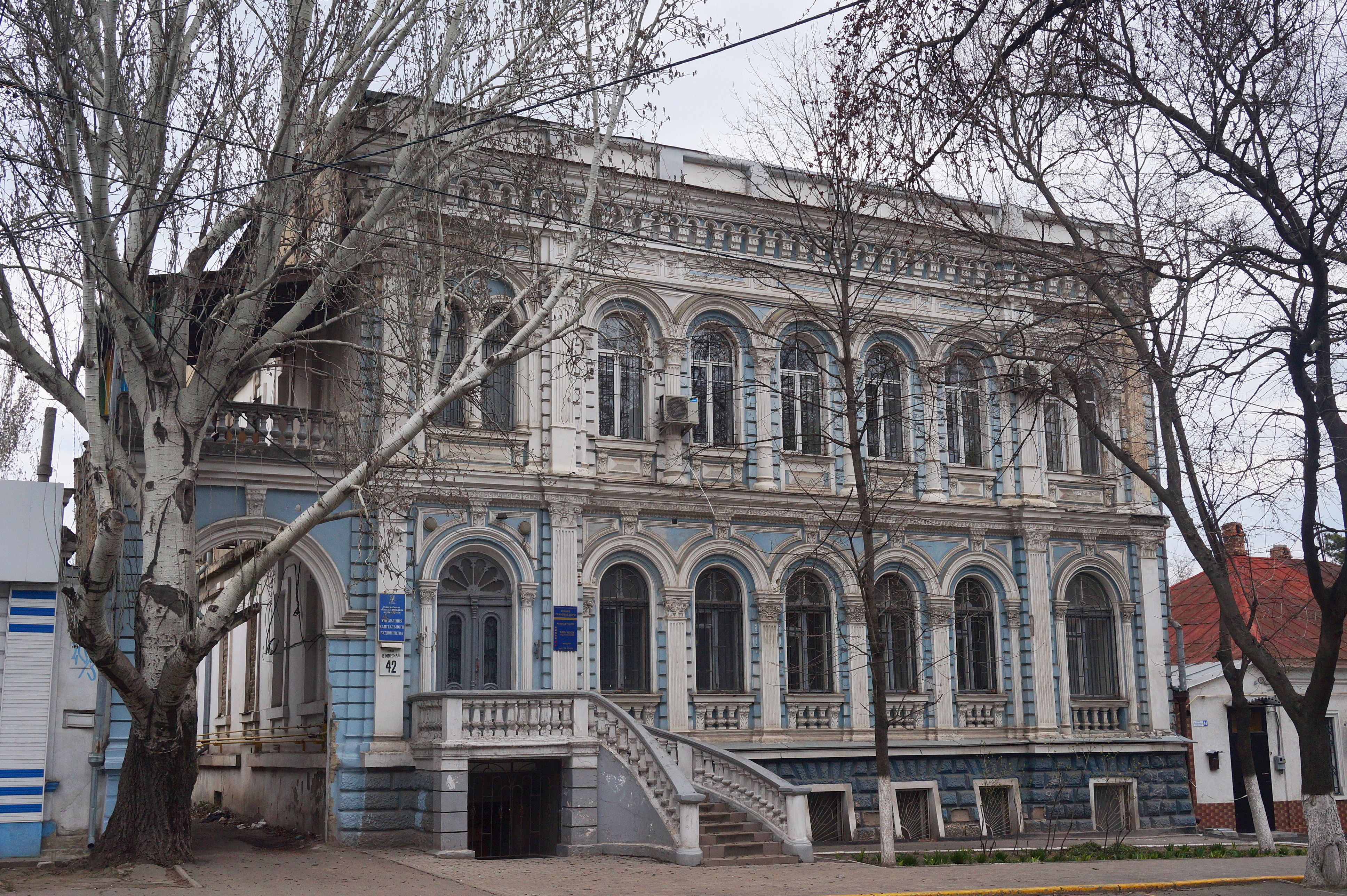
Будинок Грачова, пам'ятка архітектури місцевого значення
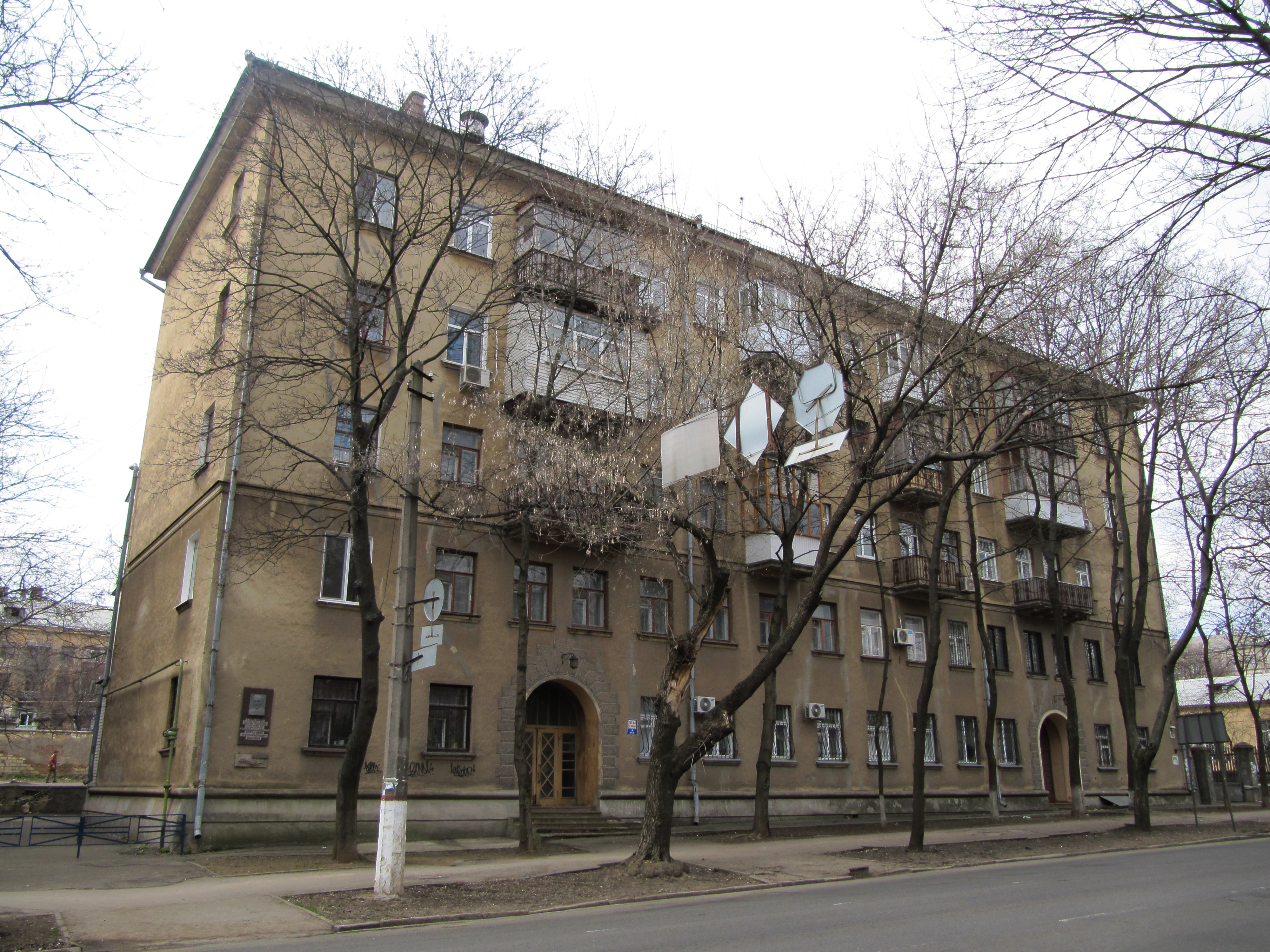
Будинок, де проживав перший секретар Миколаївського обласного комітету КПУ Володимир Васляєв
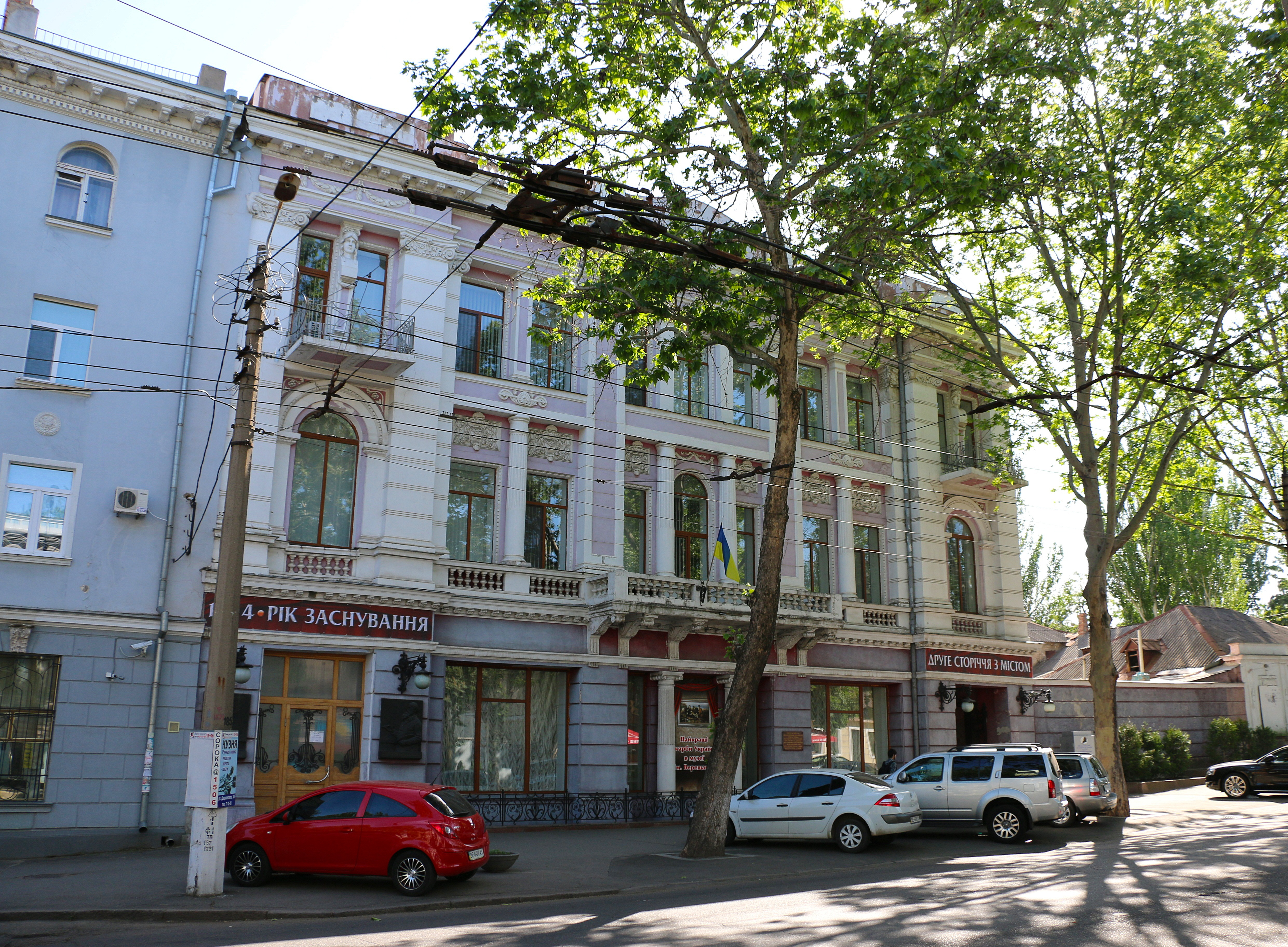
Миколаївський обласний художній музей імені В. В. Верещагіна
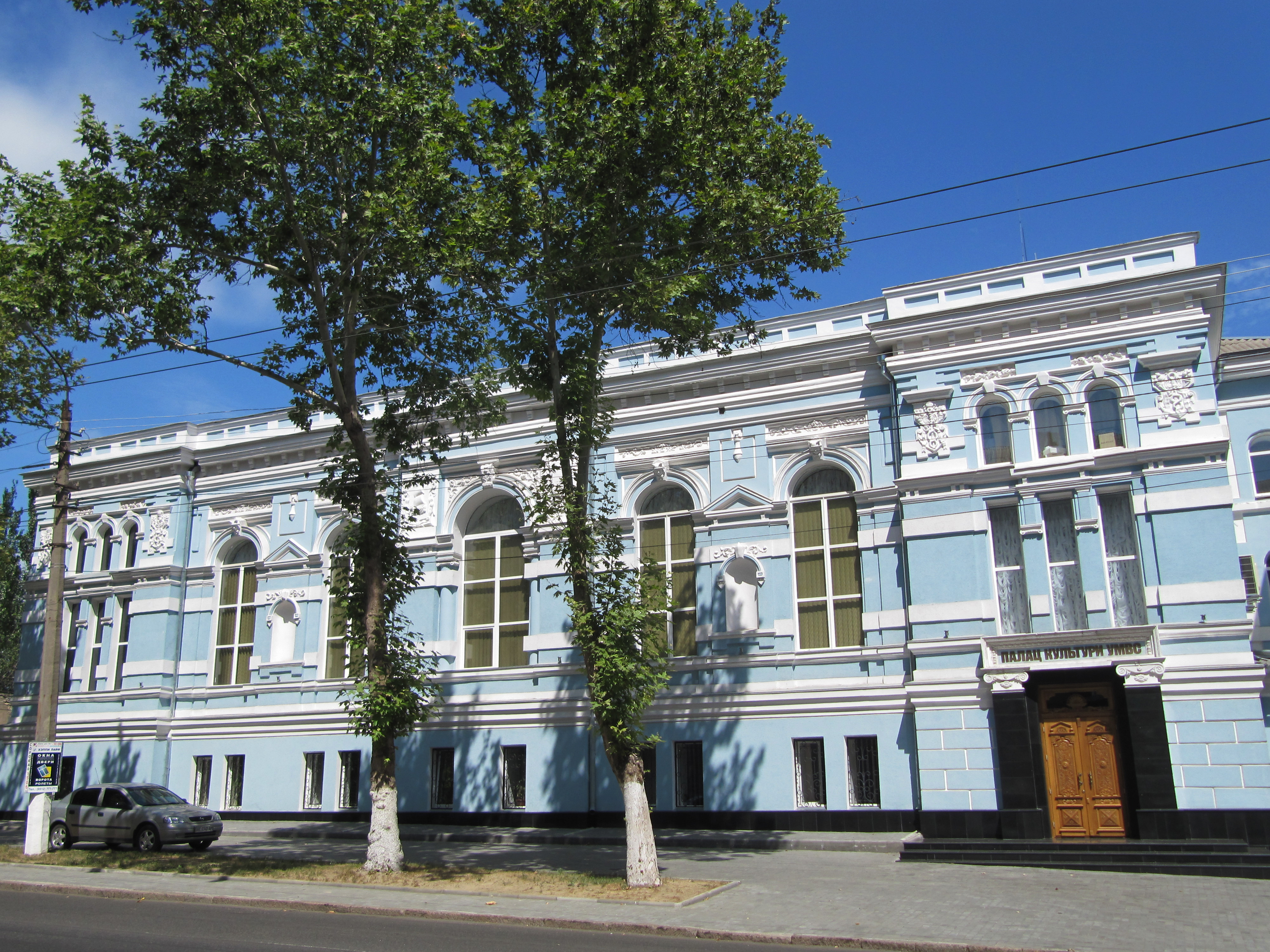
Будинок культури Управління Міністерства внутрішніх справ, пам'ятка архітектури місцевого значення